# Danh sách vườn quốc gia tại Hungary
Hungary có 10 vườn quốc gia, 145 khu bảo tồn thiên nhiên và 35 khu vực bảo vệ cảnh quan. Dưới đây là danh sách 10 vườn quốc gia của quốc gia này. Hai vườn quốc gia Hortobágy và Aggtelek là Di sản thế giới đã được UNESCO công nhận.
| Tên                            | Thành lập | Bản đồ                                                                                        | Hình ảnh |
| ------------------------------ | --------- | --------------------------------------------------------------------------------------------- | -------- |
| Vườn quốc gia Hortobágy        | 1972      | Danh sách vườn quốc gia tại Hungary trên bản đồ Hungary · Danh sách vườn quốc gia tại Hungary |          |
| Vườn quốc gia Kiskunság        | 1975      | Danh sách vườn quốc gia tại Hungary trên bản đồ Hungary · Danh sách vườn quốc gia tại Hungary |          |
| Vườn quốc gia Bükk             | 1976      | Danh sách vườn quốc gia tại Hungary trên bản đồ Hungary · Danh sách vườn quốc gia tại Hungary |          |
| Vườn quốc gia Aggtelek         | 1985      | Danh sách vườn quốc gia tại Hungary trên bản đồ Hungary · Danh sách vườn quốc gia tại Hungary |          |
| Vườn quốc gia Fertő-Hanság     | 1991      | Danh sách vườn quốc gia tại Hungary trên bản đồ Hungary · Danh sách vườn quốc gia tại Hungary |          |
| Vườn quốc gia Danube-Drava     | 1996      | Danh sách vườn quốc gia tại Hungary trên bản đồ Hungary · Danh sách vườn quốc gia tại Hungary |          |
| Vườn quốc gia Körös-Maros      | 1997      | Danh sách vườn quốc gia tại Hungary trên bản đồ Hungary · Danh sách vườn quốc gia tại Hungary |          |
| Vườn quốc gia Vùng cao Balaton | 1997      | Danh sách vườn quốc gia tại Hungary trên bản đồ Hungary · Danh sách vườn quốc gia tại Hungary |          |
| Vườn quốc gia Danube-Ipoly     | 1997      | Danh sách vườn quốc gia tại Hungary trên bản đồ Hungary · Danh sách vườn quốc gia tại Hungary |          |
| Vườn quốc gia Őrség            | 2002      | Danh sách vườn quốc gia tại Hungary trên bản đồ Hungary · Danh sách vườn quốc gia tại Hungary |          |